# Nicolás Paleólogo
Nicolás Paleólogo fue un general y funcionario romano del siglo XI, uno de los primeros miembros conocidos de la familia Paleólogo.
Era hijo de Nicéforo Paleólogo y de una madre desconocida, siendo su hermano Jorge Paleólogo.
Al igual que su padre, ejerció una carrera militar, probablemente bajo sus órdenes, ya que era el estratego de la zona. Seguramente participó en las campañas de Alejo Comneno contra los normandos junto a los demás miembros de su familia. Falleció junto a su padre luchando contra Roberto Guiscardo en la batalla de Dirraquio (1081).
Se desconoce si se casó o dejó descendencia.